# 熊出没之环球大冒险
《熊出没之环球大冒险》是中國广东的深圳华强数字动漫有限公司（现华强方特（深圳）动漫有限公司）制作的搞笑动画。

## 角色介绍
| 角色     | 配音                                                  | 介紹 |
| 熊大     | 張偉                                                  | 聪明能干，勇敢正直，会保护弟弟                                                                             |
| 熊二     | 张秉君                                                | 贪吃贪睡，傻乎乎                                                                                           |
| 蹦蹦     | 李密思                                                | 一只松鼠，过分胆小而敏感，喜欢告状                                                                         |
| 光头强   | 顏凡津                                                | 人类代表，为利益不择手段                                                                                   |
| 毛毛     | 孫曉東                                                | 一只小猴子，吉吉的跟班                                                                                     |
| 涂涂     | 萬丹青                                                | 一只猫头鹰，很健忘                                                                                         |
| 吉吉     | 陳光                                                  | 一只猴子，自称为丛林的国王                                                                                 |
| 萝卜头   | 叶强                                                  | 丛林里的一只地鼠                                                                                           |
| 李老板   | 張偉                                                  | 光头强的顶头上司，森林破坏的罪魁祸首。                                                                     |
| 小狸     | 万丹青（第10集）、王雨暄（13-22集）、刘思奇（28-44集) | 胆小，温顺，善良，曾经搭救过猎人光头强，却被抓住作为诱饵。后来在熊大熊二赠送的勇士腰带帮助下变得勇敢。     |
| 老鳄     | 史华著                                                | 自称百事通，几乎什么都懂，和马戏团的动物都相处的很好。                                                     |
| 拖拖     | 孙尧东                                                | 拖拖是一只乌龟，马戏团的成员之一，喜欢铁球表演。                                                           |
| 翠花     | 刘思奇                                                | 翠花是一位马戏团的演员，马戏团的重要人物，也是熊大和熊二最喜爱的母熊，但是，总是会引起熊大和熊二争风吃醋。 |
| 铁掌大师 | 陈光                                                  | 铁掌大师是一只老虎，马戏团的成员之一，拥有非凡的武功。                                                     |
| 男评委   |                                                       | |
| 女主持人 |                                                       | |

## 动画音乐
| 曲目       | 作曲   | 填詞       | 演唱   | 備註   |
| ---------- | ------ | ---------- | ------ | ------ |
| 環球大冒險 | 唐鑫   | 丁亮、武斌 | 劉晨   | 片頭曲 |
| 早安大森林 | 李智平 | 不適用     | 不適用 | 片尾曲 |